# Liste der Monuments historiques in Fèves
Die Liste der Monuments historiques in Fèves führt die Monuments historiques in der französischen Gemeinde Fèves auf.

## Liste der Bauwerke
| Bezeichnung                   | Beschreibung                  | Standort          | Kennzeichnung | Schutzstatus | Datum | Bild           |
| ----------------------------- | ----------------------------- | ----------------- | ------------- | ------------ | ----- | -------------- |
| Kirche Nativité-de-Notre-Dame | zwischen 1523 und 1529 erbaut | Rue Somgue (Lage) | PA00106765    | Classé       | 1886  | weitere Bilder |